# Soricomys musseri
Soricomys musseri — вид ссавців з Філіппін. Цей вид зустрічається в мохових гірських лісах від 1500 до 1650 метрів.

## Морфологічні особливості
Дорослі тварини мають довжину від 180 до 198 мм разом з хвостом, довжина хвоста 88–93 мм, маса 30–32 г. Задні лапи довжиною від 19 до 25 мм і вуха довжиною близько 15 мм. Загостреною мордою і маленькими очима цей гризун нагадує землерийку. Однак ніс не рухливий. Рудо-коричневе хутро може бути знизу трохи світлішим.

## Спосіб життя
Денний вид тримається на землі в мохових лісах. Ховається в шарі листя або в неглибокій рослинності. У їхній раціон входять дощові та інші черви, комахи та інші безхребетні.